# Hayden Byerly
Hayden Byerly (Lakewood, 11 ottobre 2000) è un attore statunitense famoso per aver interpretato il ruolo di Jude Adams Foster nella serie televisiva The Fosters e anche nella sua serie spinoff Good Trouble.

## Biografia

### Giovinezza
Byerly è nato l'11 ottobre 2000 a Lakewood, in Colorado. È cresciuto a Littleton, Colorado prima di trasferirsi all'età di dieci anni con la sua famiglia a Los Angeles, California per intraprendere la carriera di attore. Ha iniziato a sviluppare un interesse per la recitazione imitando i suoi personaggi cinematografici e televisivi preferiti e recitando le loro battute insieme a loro. Ha un fratello minore.

### Carriera
Byerly ha iniziato la sua carriera di attore dopo aver vinto il primo posto in un concorso nazionale per talenti ad Orlando, in Florida. Poco dopo, ha prenotato la sua prima audizione, facendo il suo debutto televisivo nel 2011 interpretando il ruolo di Skunk, il leader scontroso di una squadra di basket disadattata nella serie comica di Disney XD Zeke e Luther. Nello stesso anno, ha fatto il suo debutto cinematografico con un ruolo da protagonista nel film horror 11/11/11.
Nel 2012, Byerly ha iniziato ad interpretare il ruolo ricorrente di Micah Watson nella serie televisiva della NBC Parenthood. Nello stesso anno ha iniziato a lavorare come doppiatore, doppiando vari ruoli nei videogiochi Call of Duty: Black Ops II e Lightning Returns: Final Fantasy XIII, oltre a doppiare il ruolo del principe Gustav nella serie animata di Disney Channel, Sofia la principessa.
Nel 2013, Byerly è diventato uno dei principali membri del cast della serie drammatica di ABC Family The Fosters. Nella serie, Byerly interpreta il ruolo di Jude Adams-Foster, un bambino adottivo di 12 anni abusato e sensibile che viene successivamente adottato in una grande famiglia mista dove inizia a mettere in discussione la sua sessualità e la natura dei suoi sentimenti per il suo migliore amico Connor (interpretato di Gavin MacIntosh). Nel marzo 2014, Hollywood.com ha inserito il ritratto "commovente" di Jude di Byerly nella sua lista dei "Preferiti personaggi LGBTQ della TV."
Il 2 marzo 2015, la ABC Family ha mandato in onda un episodio di The Fosters (Now Hear This) in cui il personaggio di Byerly e il personaggio di MacIntosh si scambiavano un bacio, che si ritiene sia il più giovane bacio LGBT di sempre nella storia della televisione statunitense.

## Vita privata
Gli interessi personali di Byerly includono la lettura di libri su misteri e di azione-avventura e la risoluzione di problemi matematici avanzati, oltre a giocare a basket e i videogiochi. Insieme al suo ex co-protagonista di The Fosters, Gavin MacIntosh, Byerly è stato un sostenitore di campagne contro il bullismo scolastico, incoraggiando i giovani ad abbracciare le loro differenze e prestando il suo sostegno alla campagna "Be Good to Each Other".
Dal 2015 al 2017 è stato fidanzato con Alyssa Jirrels. Dal 2018 è fidanzato con la sua attuale ragazza, Gabriella.

## Filmografia

### Cinema
- 11/11/11, regia di Keith Allan (2011) uscito in home video

### Televisione
- Zeke e Luther (Zeke & Luther) – serie TV, 1 episodio (2011)
- Parenthood – serie TV, 5 episodi (2012-2014)
- The Fosters – serie TV, 104 episodi (2013-2018)
- Good Trouble – serie TV, 5 episodi (2019-2021)

### Video musicali
- Disney Channel Stars: DuckTales Theme Song, regia di Kerri-Anne Lavin (2017)

## Doppiatore
- Call of Duty: Black Ops II (2012) videogioco
- Sofia la principessa (Sofia the First) – serie TV, 1 episodio (2013)
- Lightning Returns: Final Fantasy XIII (Raitoningu ritânzu: Fainaru fantajî XIII) (2013) videogioco
- Lego Jurassic World (2015) videogioco
- Lego Marvel's Avengers (2016) videogioco

## Doppiatori italiani
Nelle versioni in italiano delle opere in cui ha recitato, Hayden Byerly è stato doppiato da:
- Lorenzo Crisci in The Fosters (st. 2-5), Good Trouble
- Tito Marteddu in The Fosters (st. 1)
- Federico Campaiola in Parenthood

## Riconoscimenti
- 2016 – Young Artist Awards
  - Nomination Miglior giovane cast in una serie televisiva per The Fosters (con Jake T. Austin e Gavin MacIntosh)